# Zwitserland op de Olympische Winterspelen 1968
Tijdens de Olympische Winterspelen van 1968, die in Grenoble (Frankrijk) werden gehouden, nam Zwitserland voor de tiende keer deel.

## Medailleoverzicht
| Sport              | Olympiër                                           | Discipline       | Medaille |
| ------------------ | -------------------------------------------------- | ---------------- | -------- |
| Alpineskiën        | Willy Favre                                        | reuzenslalom (m) | Zilver   |
| Noordse combinatie | Alois Kälin                                        | mannen           | Zilver   |
| Alpineskiën        | Jean-Daniel Dätwyler                               | afdaling (m)     | Brons    |
| Alpineskiën        | Fernande Bochatay                                  | reuzenslalom (v) | Brons    |
| Bobsleeën          | Jean Wicki Hans Candrian Willi Hofmann Walter Graf | 4-mansbob (m)    | Brons    |
| Langlaufen         | Josef Haas                                         | 50 km (m)        | Brons    |

## Deelnemers en resultaten

### Alpineskiën
| Olympiër             | Discipline       | Resultaat | Prestatie                       |
| -------------------- | ---------------- | --------- | ------------------------------- |
| Edy Bruggmann        | afdaling (m)     | 10e       | 2.02,36 (+2,51)                 |
| Edy Bruggmann        | reuzenslalom (m) | 12e       | 3.34,91 (+5,63)                 |
| Jean-Daniel Dätwyler | afdaling (m)     | Brons     | 2.00,32 (+0,47)                 |
| Willy Favre          | reuzenslalom (m) | Zilver    | 3.31,50 (+2,22) 1.43,94+1.47,56 |
| Willy Favre          | slalom (m)       | dq-1      | diskwalificatie run 1           |
| Peter Frei           | slalom (m)       | 10e       | 1.41,98 (+2,25)                 |
| Dumeng Giovanoli     | afdaling (m)     | 16e       | 2.02,98 (+3,13)                 |
| Dumeng Giovanoli     | reuzenslalom (m) | 7e        | 3.33,55 (+4,27) 1.46,13+1.47,42 |
| Dumeng Giovanoli     | slalom (m)       | 4e        | 1.40,22 (+0,49) 49,89+50,33     |
| Stefan Kälin         | reuzenslalom (m) | 28e       | 3.40,42 (+11,14)                |
| Josef Minsch         | afdaling (m)     | 14e       | 2.02,76 (+2,91)                 |
| Andreas Sprecher     | slalom (m)       | dq-2      | diskwalificatie run 2           |
|                      |                  |           |                                 |
| Fernande Bochatay    | afdaling (v)     | 7e        | 1.42,87 (+2,00)                 |
| Fernande Bochatay    | reuzenslalom (v) | Brons     | 1.54,74 (+2,77)                 |
| Fernande Bochatay    | slalom (v)       | dq-1      | diskwalificatie run 1           |
| Vreni Inäbnit        | afdaling (v)     | 18e       | 1.45,16 (+4,29)                 |
| Vreni Inäbnit        | reuzenslalom (v) | 19e       | 1.58,50 (+6,53)                 |
| Vreni Inäbnit        | slalom (v)       | 17e       | 1.35,18 (+9,32)                 |
| Madeleine Wuilloud   | afdaling (v)     | 16e       | 1.44,49 (+3,62)                 |
| Madeleine Wuilloud   | reuzenslalom (v) | dnf       | opgave                          |
| Madeleine Wuilloud   | slalom (v)       | 13e       | 1.33,27 (+7,41)                 |
| Annerösli Zryd       | afdaling (v)     | 11e       | 1.43,76 (+2,89)                 |
| Annerösli Zryd       | reuzenslalom (v) | 13e       | 1.57,60 (+5,63)                 |
| Annerösli Zryd       | slalom (v)       | 11e       | 1.31,41 (+5,55)                 |

### Bobsleeën
| Olympiër                                                      | Discipline                   | Resultaat | Prestatie                           |
| ------------------------------------------------------------- | ---------------------------- | --------- | ----------------------------------- |
| Jean Wicki Hans Candrian                                      | 2-mansbob (m) Zwitserland I  | 9e        | 4.46,98 (+5,44)                     |
| René Stadler Max Forster                                      | 2-mansbob (m) Zwitserland II | 10e       | 4.49,16 (+7,62)                     |
| Jean Wicki Hans Candrian Willi Hofmann Walter Graf            | 4-mansbob (m) Zwitserland I  | Brons     | 2.18,04 (+0,65) (1.10,65 / 1.07,39) |
| René Stadler Hansruedi Müller Robert Zimmermann Ernst Schmidt | 4-mansbob (m) Zwitserland II | 12e       | 2.19,83 (+2,44)                     |

### Kunstrijden
| Olympiër         | Discipline | Resultaat | Prestatie                |
| ---------------- | ---------- | --------- | ------------------------ |
| Charlotte Walter | vrouwen    | 22e       | pc. 202,5; 1571,5 punten |

### Langlaufen
| Olympiër                                            | Discipline            | Resultaat | Prestatie                                                   |
| --------------------------------------------------- | --------------------- | --------- | ----------------------------------------------------------- |
| Albert Giger                                        | 15 km (m)             | 30e       | 51.26,6 (+3.32,4)                                           |
| Josef Haas                                          | 15 km (m)             | 18e       | 50.34,8 (+2.40,6)                                           |
| Josef Haas                                          | 50 km (m)             | Brons     | 2:29.14,8 (+29,0)                                           |
| Konrad Hischier                                     | 15 km (m)             | 35e       | 52.06,4 (+4.12,2)                                           |
| Konrad Hischier                                     | 30 km (m)             | 30e       | 1:42.26,1 (+6.46,9)                                         |
| Alois Kälin                                         | 50 km (m)             | 23e       | 2:36.40,8 (+7.55,0)                                         |
| Franz Kälin                                         | 50 km (m)             | 37e       | 2:44.29,7 (+15.43,9)                                        |
| Florian Koch                                        | 15 km (m)             | 19e       | 50.37,2 (+2.43,0)                                           |
| Florian Koch                                        | 30 km (m)             | 32e       | 1:43.06,9 (+7.27,7)                                         |
| Denis Mast                                          | 30 km (m)             | 28e       | 1:41.58,8 (+6.19,6)                                         |
| Denis Mast                                          | 50 km (m)             | dnf       | opgave                                                      |
| Fritz Stuessi                                       | 30 km (m)             | 35e       | 1:43.57,8 (+8.18,6)                                         |
| Konrad Hischier Josef Haas Florian Koch Alois Kälin | 4x10 km estafette (m) | 5e        | 2:15.32,4 (+6.58,9) (34.27,1 / 33.02,2 / 33.45,9 / 34.17,2) |

### Noordse combinatie
| Olympiër    | Discipline | Resultaat | Prestatie                                     |
| ----------- | ---------- | --------- | --------------------------------------------- |
| Alois Kälin | mannen     | Zilver    | 447,99 punten schans: 193,2 p 15 km: 254,79 p |

### Schaatsen
| Olympiër         | Discipline | Resultaat | Prestatie      |
| ---------------- | ---------- | --------- | -------------- |
| Franz Krienbühl  | 1500 m (m) | 48e       | 2.16,3 (+12,9) |
| Franz Krienbühl  | 5000 m (m) | 34e       | 8.08,9 (+46,5) |
| Ruedi Uster      | 500 m (m)  | 43e       | 43,6 (+3,3)    |
| Ruedi Uster      | 5000 m (m) | 35e       | 8.12,2 (+49,8) |
| Hansruedi Widmer | 500 m (m)  | 44e       | 43,7 (+3,4)    |
| Hansruedi Widmer | 1500 m (m) | 47e       | 2.16,1 (+12,7) |

### Schansspringen
| Olympiër      | Discipline         | Resultaat | Prestatie                 |
| ------------- | ------------------ | --------- | ------------------------- |
| Josef Zehnder | normale schans (m) | 52e       | 154,2 punten (73,5+67,5m) |
| Josef Zehnder | grote schans (m)   | 47e       | 153,2 punten (84,0+79,5m) |

Argentinië · Australië · Bondsrepubliek Duitsland · Bulgarije · Canada · Chili · Denemarken · Duitse Democratische Republiek · Finland · Frankrijk · Griekenland · Groot-Brittannië · Hongarije · IJsland · India · Iran · Italië · Japan · Joegoslavië · Libanon · Liechtenstein · Marokko · Mongolië · Nederland · Nieuw-Zeeland · Noorwegen · Oostenrijk · Polen · Roemenië · Sovjet-Unie · Spanje · Tsjecho-Slowakije · Turkije · Verenigde Staten · Zuid-Korea · Zweden · Zwitserland